# Las Postas
Las Postas är en ort i Mexiko.   Den ligger i kommunen Pedro Escobedo och delstaten Querétaro Arteaga, i den centrala delen av landet, 150 km nordväst om huvudstaden Mexico City. Las Postas ligger 1 938 meter över havet och antalet invånare är 367.
Terrängen runt Las Postas är platt åt nordost, men åt sydväst är den kuperad. Runt Las Postas är det ganska tätbefolkat, med 230 invånare per kvadratkilometer. Närmaste större samhälle är San Juan del Río, 16,5 km öster om Las Postas. Trakten runt Las Postas består till största delen av jordbruksmark.